# Wiesenbach (Bade-Wurtemberg)
Pour les articles homonymes, voir Wiesenbach.
Wiesenbach est une commune de Bade-Wurtemberg (Allemagne), située dans l'arrondissement de Rhin-Neckar, dans l'aire urbaine Rhin-Neckar, dans le district de Karlsruhe.

## Jumelages
- Deszk (Hongrie)
- Donnery (France) depuis le 21 mai 1988[1]
- Smiltene (Lettonie)